# Piorești, Prahova
Piorești este un sat în comuna Poienarii Burchii din județul Prahova, Muntenia, România.